# Едуард Флегел
Едуард Роберт Флегел (на немски: Eduard Robert Flegel) е германски изследовател на Африка.

## Биография

### Младежки години (1855 – 1878)
Роден е на 13 октомври 1852 година (в други източници в 1855 година) във Вилнюс, Руската империя. През 1869 година става продавач в книжарница в Рига. През 1872 година завършва търговско училище в Мюнхен и е назначен на работа като търговски агент в компания търгуваща с тютюневи изделия в Хамбург. Три години по-късно е командирован от компанията като търговски агент в Лагос, Нигерия.

### Експедиции (1878 – 1886)
След като се връща от първото си посещение в Африка, Флегел заминава за Англия и става член на „Британското църковно мисионерско дружество“ и с неговите средства в края на 1878 година заминава за мисиите на дружеството разположени на брега на Гвинейския залив и по долното течение на река Нигер.
През февруари 1879 година заедно с двама други мисионери се изкачва на вулкана Камерун (4070 м). През юли същата година на английски кораб плава по река Нигер и по левия ѝ приток Бенуе до Йола. Изследва Бенуе от Джене до Гарва, като по този начин продължава с 200 км изследванията направени от Уилям Балфур Бейки през 1853 – 1854 година.
След завръщането си в Европа Флегел представя за разглеждане в „Африканското дружество в Германия“ план за по-нататъшно изследване на басейна на река Бенуе. След като получава финансовата подкрепа на дружеството, отново заминава за Африка и в намерението си за осъществяване на плановете си посещава през 1880 – 1881 г. севернонигерийските държави – емирата Нупе и султанат Сокото, за да получи от владетелите им препоръчителни писма за управителите на княжествата в платото Адамава. По пътя към Сокото извършва топографско заснемане на река Нигер от водопадите Буса до устието на левия ѝ приток река Сокото.
Замислената от Флегел експедиция към платото Адамава се осъществява през 1881 – 1883 година. От април 1881 до март 1883 година извършва експедиция от Бида (в Западна Нигерия, 9°10′ с. ш. 6°00′ и. д. / 9.166667° с. ш. 6° и. д.) на изток до платото Адамава и изследва почти неизследвани области на юг от левия бряг на Бенуе. От Йола тръгва на югоизток, достига до Нгаундере (7°15′ с. ш. 13°30′ и. д. / 7.25° с. ш. 13.5° и. д.), голям търговски център, и на северозапад от него на 18 август 1882 г. открива изворите на река Бенуе и река Вина (съставяща на Логоне, от басейна на Шари). По този начин Флегел фиксира източната граница на басейна на Бенуе и опровергава възгледите на тези географи, които са склонни да виждат горното течение на тази река за горното течение на река Уеле. Освен това по време на пътешествието си Флегел събира информация за хидрографската система в югоизточните части на платото Адамава.
През 1883 – 1884 година извършва още едно пътешествие в Адамава. В първоначалните му намерения влиза проникването до изворите на река Нана (от басейна на река Санга, десен приток на Конго) и изясняването накъде тече, но разразилата се междуплеменна война в района променят плановете му. Не му се удава и опита да премине от Адамава на югозапад до брега на залива Биафра. Единственото, което успява да извърши по време на този период, е да изследва западните части на платото.
В последната си експедиция, състояла се през 1885 – 1886 година, Флегел преследва вече не географски, а политически цели. Това е опит да се установи германски контрол над района на долното течение на Нигер и река Бенуе, който пропада, тъй като е изпреварен от представителя на „Британската нигерийска компания“ Джоузеф Томпсън, натоварен със същата мисия. След като не успява да осъществи германските планове Флегел е отзован от германското правителство и се завръща в делтата на Нигер, където умира на 11 септември 1886 година на брега на река Брас в Нигерия на 30-годишна възраст.

## Трудове
- Lose Blätter aus dem Tagebuch meiner Haussa-Freunde und Reisegefährten. Hamburg, 1885.
- Vom Niger-Benüe; Briefe aus Afrika. Leipzig, 1890.